# Daniel d'Arle
Daniel d'Arle o de Girona (Armènia, segle ix - Arle, 888) fou un cristià, mort màrtir, venerat com a sant a Girona. Probablement, es tracta d'un sant llegendari.
Les fonts que en parlen són tardanes, martirologis i llegendaris a partir del segle xi, sense que n'hi hagi constància prèvia ni cap notícia d'ell als llocs vinculats a la seva vida, com Arle. El culte ha estat sempre local, a Girona i la rodalia. El més probable és que es tracti d'un culte local, potser a un màrtir, a partir del qual s'ha elaborat una llegenda. Segons aquesta, Daniel havia nascut en terres armènies cap al segle ix. Convertit al cristianisme, va marxar en pelegrinatge i va arribar a Arle de Provença. Durant una incursió musulmana va ésser martiritzat, morint decapitat el 888. El seu cos va ser traslladat per un deixeble seu, per tal que no fos profanat. En arribar a la llavors Vall Tenebrosa, a la rodalia de Girona, l'enterrà a l'interior de l'ermita de Sant Salvador, un 1 de setembre; des de llavors, la vall i l'església prengueren el nom del sant: Vall de Sant Daniel.
Al lloc de la capella, el 1017 la comtessa de Barcelona Ermessenda de Carcassona fundà un monestir de monges benedictines: el Monestir de Sant Daniel de Girona. A la cripta de l'església es veneren les restes del màrtir, dintre d'un sepulcre realitzat en 1345 per Aloi de Montbrai, per ordre del bisbe Arnau de Mont-rodon. És el sant patró del monestir i tota la vall.